# Picuí
Picuí este un oraș în Paraíba (PB), Brazilia.